# 武安县 (西汉)
武安县，中国旧县名，即今河北省武安市前身。
现代研究者指，春秋时期属晋国，战国时期为赵国的武安邑。秦灭赵后，武安属邯郸郡。西汉初年置县:70。属魏郡。王莽时曰桓安。县城在今武安市区西南25公里固镇。隋朝时，武安县治移到今址。武汉县城经历代修缮:70。元朝末年废武安县。明朝洪武元年（1368年）十一月复置，属广平府磁州。
民国初年，全国废府，武安属河南省河北道。抗日战争期间，武安县沦陷。中共政权先后设置武南县（1941年）、磁武县（与磁县一部分合并后1942年成立）、武东县（1944年）。1945年，中共政权攻占武安县城。撤销磁武县、武东县，恢复武安县建制。
1949年，武安县划归河北省邯郸专区。1958年，撤销武安县，并入涉县和邯郸市。1961年，恢复武安县，属邯郸专区。1988年9月1日，中国国务院批准撤县设市。10月6日，河北省人民政府发出通知，设立武安市，授权邯郸市管理。